# Dragičina (Grude)
Pour les articles homonymes, voir Dragičina.
Dragičina (en cyrillique : Драгичина) est un village de Bosnie-Herzégovine. Il est situé dans la municipalité de Grude, dans le canton de l'Herzégovine de l'Ouest et dans la fédération de Bosnie-et-Herzégovine. Selon les premiers résultats du recensement bosnien de 2013, il compte 865 habitants.

## Démographie

### Évolution historique de la population
| 1948 | 1953 | 1961 | 1971 | 1981 | 1991 | 2013 |
| ---- | ---- | ---- | ---- | ---- | ---- | ---- |
| -    | -    | 715  | 705  | 669  | 695  | 865  |

|  |